# Atraphaxis
- Commons
- Wikispecies

Atraphaxis L. é um género botânico pertencente à família Polygonaceae.

## Sinonímia
- Physopyrum Popov

## Espécies
- Atraphaxis billardierei Jaub. & Spach
- Atraphaxis lanceolata Meisn.
- Atraphaxis muschketovii Krasn.
- Atraphaxis pyrifolia Bunge
- Atraphaxis seravschanica Pavlov
- Atraphaxis spinosa L.
- Lista completa

## Classificação do gênero
| Sistema | Classificação                   | Referência               |
| ------- | ------------------------------- | ------------------------ |
| Linné   | Classe Hexandria, ordem Digynia | Species plantarum (1753) |